# Knocked Out Loaded
Knocked Out Loaded – 24. album studyjny Boba Dylana, nagrany pomiędzy lipcem 1984 a majem 1986 r. i wydany w sierpniu 1986 r.

## Historia i charakter albumu
Metoda nagrywania była taka sama jak przy Empire Burlesque, a kilka utworów pochodziło nawet z tamtych sesji.
Ponieważ nie miał swojego materiału. Na osiem piosenek albumu trzy nie są jego autorstwa, a trzy mają innych twórców za współautorów.
O ile Empire Burlesque był tworzony przez długi czas, to Knocked Out Loaded był nagrywany w pośpiechu w kwietniu i maju. Proces ten był wciśnięty między dwa ważne tournée Dylana z Tom Petty and the Heartbreakers.
Mikail Gilmore (dziennikarz), który był obecny na tych sesjach w studiu Skyline (Topanga) w swoim artykule dla pisma Rolling Stone wykazał, że materiał nagrany z takimi muzykami jak Al Kooper, Los Lobos, Charlie Quintana i T Bone Burnett był zdecydowanie lepszy od tego, który wykorzystał ostatecznie Dylan. Sam Al Kooper to potwierdza: Na tych sesjach było nagranych trochę naprawdę pięknych rzeczy. Nie ma na to jednak żadnego dowodu, gdyż taśmy-matki znajdują się w posiadaniu artysty.

## Muzycy
- Bob Dylan[b] – gitara, harmonijka, śpiew, pianino (sesje 1–8)
- Ron Wood – gitara (sesja 1)
- Anton Fig – perkusja (sesja 1)
- John Paris – gitara basowa (sesja 1)
- Madelyn Quebec – śpiew towarzyszący (sesje 2, 3, 5–8)
- Ira Ingber – gitara (2, 6)
- Don Heffington – gitara (sesja 2, 3)
- Carl Sealove – gitara basowa (sesja 2)
- Vince Melamed – syntezator (sesja 2)
- Benmont Tench – instrumenty klawiszowe (sesje 3, 5, 7)
- Mike Campbell – gitara (sesje 3, 5, 7)
- Howie Epstein – gitara basowa (sesje 3, 5, 7)
- Bob Glaub[c] – gitara basowa (sesja 3)
- Jim Keltner – perkusja (sesja 3)
- Dave Stewart – gitara (sesja 4)
- Clem Burke – perkusja (sesja 4)
- Patrick Seymour – instrumenty klawiszowe (sesja 4)
- John McKenzie – gitara basowa (sesje 4)
- Carolyn Dennis – śpiew towarzyszący (sesje 5–8)
- Queen Esther Marrow – śpiew towarzyszący (sesje 5–8)
- Tom Petty – gitara, śpiew towarzyszący (sesje 5, 7)
- Stan Lynch – perkusja (sesje 5, 7)
- Elisecia Wright – śpiew towarzyszący (sesje 5, 7)
- Stevie Nicks – śpiew towarzyszący (sesja 5)
- Steve Douglas – saksofon (sesje 6, 8)
- Muffy Hendrix – śpiew towarzyszący (sesje 6, 8)
- Annette May Thomas – śpiew towarzyszący (sesje 6, 8)
- Al Kooper – gitara (6)
- Raymond Lee Pounds – perkusja (sesja 6)
- James Jamerson Jr. – gitara basowa (sesja 6)
- Vito San Flippo – gitara basowa (sesja 6)
- T Bone Burnette – gitara (sesja 6)
- Jack Sherman – gitara (sesja 6)
- Cesar Rosas – gitara (sesja 6)
- Philip Lyn Jones – kongi (sesja 7)
- Steve Madaio – trąbka (sesja 8)
- Larry Meyers – mandolina (sesja 8)
- Al Perkins – gitara stalowa (sesja 8)
- Milton Gabriel – stalowe bębny (sesja 8)
- Mike Berment – stalowe bębny (sesja 8)
- Brian Parris – stalowe bębny (sesja 8)
- Chór dziecięcy – (sesja 6)
- Peggi Blu[d] – śpiew towarzyszący

## Spis utworów
| 1. | You Wanna Ramble (Herman Parker Jr.)            | 3:14  |
|    |                                                 |       |
| 2. | They Killed Him (Kris Kristofferson)            | 4:00  |
|    |                                                 |       |
| 3. | Driftin' Too Far from Shore                     | 3:39  |
|    |                                                 |       |
| 4. | Precious Memories                               | 3:13  |
|    |                                                 |       |
| 5. | Maybe Someday                                   | 3:17  |
|    |                                                 |       |
| 6. | Brownsville Girl (Bob Dylan/Sam Shepard)        | 11:00 |
|    |                                                 |       |
| 7. | Got My Mind Made Up (Bob Dylan/Tom Petty        | 2:53  |
|    |                                                 |       |
| 8. | Under Your Spell (Bob Dylan/Carole Bayer Sager) | 4:55  |
|    |                                                 |       |
|    |                                                 | 36:11 |
|    |                                                 |       |

## Odrzucone utwory
1. Go 'Way Little Boy
2. Who Loves You More?
3. Wolf (instrumentalny)
4. Groovin' at Delta (instrumentalny)
5. Clean Cut Kid (jedna z wersji trafiła na album Empire Burlesque)
6. Driftin' Too Far from Shore (jedna z wersji trafiła na album po overdubbingu)
7. Something’s Burning, Baby (jedna z wersji trafiła na album Empire Burlesque)
8. New Danville Girl (jedna z wersji stała się podstawą Brownsville Girl)
9. Seeing the Real You at Last (jedna z wersji trafiła na album Empire Burlesque)
10. Maybe Someday (instrumentalny) – (jedna z wersji stała się podstawą Maybe Someday)
11. Instrumentalny I
12. Instrumentalny II
13. Band on the Hand (It's Helltime Man)
14. Come Rain or Come Shine

## Opis albumu
- Producent – Bob Dylan i Dave Stewart
- Inżynierowie – Don Smith, Britt Bacon, George Tutko, Judy Feltus

1. studio – Delta Sound Studios, Nowy Jork, od poł. do końca lipca 1984; (album: 3; odrzuty:1–6)
2. studio – Cherokee Studios, Los Angeles, Kalifornia, grudzień 1984; (album 6; odrzuty 7, 8)
3. studio – Cherokee Studios, Los Angeles, Kalifornia, styczeń–początek lutego 1985; (album 5; odrzuty 9, 10)
4. studio – The Church Studios, Londyn, Wielka Brytania, 19–22 listopada 1985; (album: 8 – tylko podkład muzyczny; odrzuty 11, 12)
5. studio – Festival Studios, Sydney, Australia, 8 i 9 lutego 1986; (odrzuty 13)
6. studio – Skyline Studios, Topanga Canyon, Kalifornia, koniec kwietnia–pocz. maja 1986; (album: 1, 2, 4; odrzuty 14)
7. studio – Sound City Studios, Van Nuys, Kalifornia, połowa maja; (album: 7)
8. studio – Skyline Studios, Topanga Canyon, Kalifornia, poł.–koniec maja 1986; (album: overdubbing 2, 3¹, 5¹, 6¹, 8)

- - ¹ Te utwory pochodzą z sesji do Empire Burlesque
- Projekt okładki i całości – Charles Sappington
- Czas – 36 min 11 s
- Firma nagraniowa – Columbia
- Numer katalogowy – CK 40439
- Data wydania – 8 sierpnia 1986

## Listy przebojów

### Album
| Rok  | Lista                           | Pozycja |
| ---- | ------------------------------- | ------- |
| 1986 | Billboard USA. Albumy popowe    | 53      |
| 1986 | Melody Maker USA. Albumy popowe | 35      |